# Флаг поселения Филимонковское
Флаг внутригородского муниципального образования поселение Филимонковское в городе Москве — опознавательно-правовой знак, служащий официальным символом муниципального образования.
Флаг утверждён 2 декабря 2008 года как флаг муниципального образования сельское поселение Филимонковское Ленинского муниципального района Московской области (с 1 июля 2012 года — внутригородское муниципальное образование поселение Филимонковское в городе Москве) и 11 декабря 2008 года внесён в Государственный геральдический регистр Российской Федерации с присвоением регистрационного номера 4559.
Флаг составлен по правилам и соответствующим традициям вексиллологии и отражает исторические, культурные, социально-экономические, национальные и иные местные традиции.

## Описание
«Прямоугольное голубое полотнище с соотношением ширины к длине 2:3, несущее в середине изображения фигур из герба поселения — чёрную жемчужину, лежащую в открытой жёлто-оранжевой раковине».

## Обоснование символики
История сельского поселения Филимонковское неразрывно связана с историей возникновения на её территории известных усадеб. В XVIII—XIX веках вблизи будущего города Видное по проектам лучших архитекторов создаются дворянские усадьбы такие, как Валуево, Филимонки. Село Валуево (ныне — посёлок Валуево) основанное в первой половине XVII века дьяком Г. Л. Валуевым известно усадьбой графа Мусина-Пушкина. В усадьбе Валуево бывал А. С. Пушкин. В усадьбе расположены пейзажный, липовый парк с каскадом прудов конца XVIII века на берегу реки Ликовы; «Охотничий домик» рубежа XVIII—XIX веков, обновлённый в 1880-х годов; два грота.
Золотая раковина своим контуром напоминает вход в один из гротов усадьбы Валуево. Усадьба в Филимонках, что расположена в 3-х км от усадьбы в Валуево, основана в начале XVIII века, по-видимому, князем П. А. Голицыным. Затем эта усадьба перешла к князьям Святополк-Четвертинским. В Троицкой церкви этого села (ныне деревня) находятся захоронения этого рода.
Прекрасная природа, великолепные постройки по проектам известных архитекторов (П. К. Козиха, А. А. Лаптева и др.) сделали эти места жемчужиной (что отражено на флаге поселения) не только Ленинского района, но и всего Подмосковья. В настоящее время здесь работают многочисленные санатории и дома отдыха.
Раковина — символ паломничества, символ обновления, крещения. Во многих странах раковина ассоциируется как атрибут богини любви. Отдыхающие в этих местах получают мощный заряд духовного и физического обновления, заряд любви к этим прекрасным местам и их людям.
Жемчужина — символ возвышенности, богатства, здоровья, веры, тайного знания, посвящения. Круглая форма жемчужины символизирует совершенство. Чёрная жемчужина — редкий по красоте драгоценный камень, многократно усиливает символику красоты Филимонковских земель.
Голубой цвет (лазурь) — символ чести, благородства, духовности и возвышенных устремлений.
Жёлтый цвет (золото) — символ высшей ценности, величия, богатства, урожая.
Чёрный цвет символизирует благоразумие, мудрость, скромность, честность.